# Шенгелия, Рамаз Михайлович
Рамаз Михайлович Шенгелия (груз. რამაზ შენგელია; род. 28 сентября 1952, Тбилиси) — советский и грузинский медик, специалист в области истории медицины, доктор медицинских наук, профессор, академик Грузинской академии медицинских наук (2003), академик Академии наук Грузии (2018; член-корреспондент с 2001).

## Биография
Родился 28 сентября 1952 года в Тбилиси, Грузинской ССР.
С 1969 по 1975 год обучался на медицинском факультете Тбилисского государственного медицинского института. 
С 1975 по 1976 год на педагогической работе в Ильинском государственном университете. С 1976 по 1978 год на клинической работе в качестве хирурга Ахалцихской районной больницы. С 1978 по 1996 год на научно-исследовательской работе в Тбилисском НИИ хирургии в должностях: младший научный и старший научный сотрудник. Одновременно с научной занимался и педагогической работой с 1985 года в Тбилисском государственном медицинском университете преподаватель и с 1991 года — заведующий кафедрой истории медицины и биоэтики, одновременно с 1999 по 2004 год — заместитель директора по научной работе НИИ экспериментальной и клинической медицины при этом университете и с 2005 по 2006 
год — декан медицинского факультета этого университета.
С 1996 года занимался исследовательской работой в Институте истории медицины 
при Университетском колледже Лондона. С 2000 года — директор Музея истории грузинской медицины имени Михаила Шенгелии. 
Одновременно с 2013 года — учёный секретарь Комиссии по генофонду населения Кавказа Национальной академии наук Грузии.

### Научно-педагогическая деятельность и вклад в науку
Основная научно-педагогическая деятельность Р. Шенгелия была связана с вопросами в области медицинской антропологии, в том числе этномедицины, биоэтики и истории медицины, молекулярной антропологии, в том числе биоархеологии, археогенетики и популяционной генетики. Р. Шенгелия являлся — вице-президентом Грузинского общества истории науки (с 1998), вице-президентом  Исполнительного совета Международного общества истории медицины (ISHM). С 2014 года является представителем Грузии в Международной ассоциации академий наук.
В 1984 году защитил кандидатскую диссертацию, в 1997 году защитил докторскую диссертацию на соискание учёной степени доктор медицинских наук. В 1998 году ему присвоено учёное звание профессор. В 2001 году был избран член-корреспондентом, а в 2018 году — действительным членом НАН Грузии. Р. Шенгелия было написано более двухсот научных работ, в том числе монографии, на различных языках мира.

### Монографии
- 2005 История Медицины и Религии Древнего Востока (რუს. ენაზე)
- 2005 История Медицины и Религии Древней Греции и Рима (რუს. ენაზე)
- 2009 medicinis istoria da zogadi Teoria. Zveli aRmosavleTi
- 2009 TanamedrovemedicinisbioeTikuriaspeqtebi
- 2010 Caucasian Longevity and Georgian Traditional Medicine (ინგლ. ენაზე)
- 2014 Historical Aspects of Medical Anthropology in Georgia (ინგლ. ენაზე)
- 2016 Корни грузинской науки (რუს. ენაზე)
- 2017 The Science, Religion and Culture of Georgia. A Concise and Illustrated History. (Caucasus Region Political, Economic and Security Issues).
- 2019 მოლეკულური ანთროპოლოგიის შესავალი (იბეჭდება)

### Научные статьи
- 1984 Совершенствование методов механического кардиомассажа. Мониторинг некоторых параметров гомеостаза.
- 1987 Механический кардиомассаж. "Анестезиология и реаниматология" №6
- 1990 Fragment of Georgia-Byzantine Medical History. Medicina nei secol. Rome, 1990, V vol. III 2-3
- 1992 qarTuli erovnuli medicina da TurmaniZeebi.
- 1996 Treatment of Wounds in Georgian Traditional Medicine and New Aspects of Research in History of Medicine.Georgian Academy of Science “Moambe” 154 V. I
- 2001 Об истории первого химического анализа Тбилисских терминальных вод. GEORGIAN ENGINEERING NEWS №4, Tbilisi
- 2002 Turkish (OTTOMAN) Medical Manuscripts Preserved in the Archives in Georgia 39thCongress of the History of Medicine ((ISHM), Istanbul – Turkey
- 2002 Turkish Medical Terms in Georgian Medical Manuscripts 39th Congress of ISHM, Istanbul – Turkey,
- 2003 ქართულ სამეფო კარის სამედიცინო ტრადიციები. წიგნი: `ბაგრატიონების სამედიცინო და კულტურული მემკვიდრეობა~, თბილისი
- 2003 Еще раз о тибетской медицине. История науки и техники №11 Москва
- 2003 Patient-Doctor -Society:Interests Colissio or Coincidence. Universal Declaration on theHuman Genome and Human Rights: Present Status and Future Perspectives. Unesco. Zagreb. Croatia.
- 2004 Ионометрия в Медицине: состояние, перспективы”, GEN, №1, Тбилиси
- 2004 qarTvelTa romanas monasteri. `omega~, №2
- 2004 Medical properties of archeological excavations in Georgia. 39th International Congress on the History of Medicine. Bari - Metaponto. Italy.
- 2005 Aspects of Ageing in Georgian Traditional Medicine. Georgian Medical News №12 (129)
- 2005 История Медицины и Религии Древнего Востока. Монография. Тбилиси
- 2005 История Медицины и Религии Древней Греции и Рима. Монография. Тбилиси[6]

## Награды
- Почётный гражданин Сенаки (2004)